# Trends in Analytical Chemistry
Trends in Analytical Chemistry (abrégé en Trends Anal. Chem. ou TrAC) est une revue scientifique à comité de lecture. Ce mensuel publie des articles de recherches originales concernant tous les aspects de la chimie analytique.
D'après le Journal Citation Reports, le facteur d'impact de ce journal était de 6,472 en 2014. Actuellement, le directeur de publication est A. Crawford.